# محمد عاكف ألاقورد
محمد عاكف ألاقورد (23 يوليو 1979 -) ( بالتركيا Mehmet Âkif Alakurt) هو ممثل وعارض أزياء تركي.

## حياته ونشأته
مواليد 23 يوليو 1979 في إسطنبول،.
بعد نهاية دراسته التعليمية الابتدائية والثانوية في إسطنبول.

## مسيرته
قرر بمساعدة والدته الانضمام إلى وكالة لعروض الأزياء كي يصبح عارض أزياء.ومن هناك دخل مجال التمثيل حيث لعب دور البطولة في عدد من المسلسلات التلفزيونية، أشهرها (غصن الزيتون ) سيلا عام 2005، أضنالي ما بين 2008 و2010، وريس عام 2011. (الفاتح).

## وصلات خارجية
- محمد عاكف ألاقورد على موقع IMDb (الإنجليزية)
- محمد عاكف ألاقورد على موقع ألو سيني (الفرنسية)
- محمد عاكف ألاقورد على موقع قاعدة بيانات الفيلم (الإنجليزية)
- محمد عاكف ألاقورد على موقع كينوبويسك (الروسية)